# Трилер
Трилер (на италиански: trialle – треперя, през немски) е музикален мелизъм, един от най-често използваните в практиката. Представлява бързо редуване на две съседни степени от музикалната гама, обикновено отстоящи на секунда – малка, голяма, по-рядко увеличено (хиатус).
Трилерът се обозначава с характерен знак, поставен над нотите и петолинието, но понякога неговото звуково значение се изписва с по-дребни ноти, ако трябва да се обозначи точното му изпълнение.
Като времетраене трилерът има стойността на нотата, към която е поставен. Тя се нарича и основна нота и при съкратено изпълнение на този мелизъм, се подразбира именно тя.
Понякога се нотира заедно с други музикални мелизми – форшлаг, групето и други.
Като художествен елемент понякога стои в центъра на музикалните произведения, например т.нар. „Дяволски трели“ или „Дяволски трилери“ на италианския композитор Джузепе Тартини.